# Massa Lubrense
Massa Lubrense község (comune) Olaszország Campania régiójában, Nápoly megyében.

## Fekvése
Nápolytól 25 km-re délkeletre, a Sorrentói-félsziget végén, a Campanella-foknál található. Határai: Sorrento.

## Története
A legendák szerint Odüsszeusz tengerészei alapítottak települést ezen a vidéken, ahol a mitológiai szirének éltek. A várost Sirenusionnak nevezték el és Athéné tiszteletére egy templomot is emeltek. A valós történelmi források szerint azonban a település tényleges megalapítói az ausonok vagy az oszkok voltak. Utánuk a görög telepesek építették fel városukat itt Athenaion név alatt. Görög jellegét a későbbi római fennhatóság alatt is sikerült megőriznie. A virágzó város a középkorban hanyatlásnak indult elsősorban a szaracén kalózok folyamatos betöréseinek köszönhetően. Mai nevét a longobárdok uralkodása alatt kapta. A mansa, longobárd eredetű szó jelentése termékeny, a delubrum jelentése templom (ami a tengerparton akkor már létező templomra utal). 
Massa Lubrense előbb a Sorrentói Hercegség, majd a Nápolyi Királyság része lett. A spanyol alkirályok uralkodása idején (16. század) többször is kizsákmányolták ezúttak a török kalózok. Majd a 17. században a lakosságot megtizedelő pestisjárvány sújtotta. 
A Bourbon-ház uralkodása idején élte virágkorát elsősorban a Nápollyal folytatott kereskedelemnek és kézművesiparának köszönhetően. 
A második világháborúban Nápoly lakossága számára szolgált menedékhelyül, akik közül sokan véglegesen itt telepedtek meg. A 20. század végén, Campania más településeivel ellentétben, fejlődő mezőgazdaság jellemezte, amelyhez élénkülő turizmus csatlakozott.

## Népessége
A népesség számának alakulása:

## Főbb látnivalók
- Marina della Lobra – kis halásznegyed
- Santa Maria della Lobra-templom – a 15. században épült egy ókeresztény bazilika helyén
- Punta Campanella – a Sorrentói-félsziget csücske, a Campanella-fok. A görög időkben a szirének kultuszának, a rómaiak idejében pedig Athéné kultuszának szent helye volt. A ma itt látható Torre Minerva (Minerva torony) a török kalózok elleni védelemre szolgált.